# Villa Purificación
Villa Purificación è un comune del Messico, situato nello stato di Jalisco.